# Ibn Ishaq
Ibn Isḥāq (sin abreviar Muḥammad ibn Isḥāq ibn Yasār ibn Khiyār; en árabe: ابن إسحاق‎, que significa «hijo de Isaac»; Medina, Arabia, 704-Bagdad, Irak, 767) fue uno de los primeros biógrafos de Mahoma.
Su padre y dos tíos recopilaron y difundieron información acerca de Mahoma en Medina, volviéndose rápidamente Ibn Isḥāq toda una autoridad de las obras (maghāzī) que tratan sobre las campañas militares del profeta. 
Ibn Isḥāq estudió en Alejandría y posteriormente se trasladó a Irak, donde conoció a muchas personas que le proporcionaron información para su biografía, la cual se convirtió en la más popular crónica sobre Mahoma en el mundo musulmán, pero que sobrevivió sólo como una recensión de Ibn Hishām.

## Vida
Era nieto de un hombre cristiano de Kufa, llamado Yasar. Había sido capturado en un monasterio en Ayn al-Tamr en una de las campañas de Jálid ibn al-Walid, llevado a Medina y convertido en esclavo. Yasar se convirtió al islam y así fue manumitido y se convirtió en mawla (cliente) de su antiguo amo. Sus tres hijos, Musa, abd al-Rahman e Ishaq, destacaron como trasmisores, recopilando y relatando historias sobre el profeta. Ishaq se casó con la hija de otro mawla y de la unión nació Ibn Ishaq. Como sus tíos y su padre, despuntó como trasmisor de akhbar y hadices. ibn Shihab al-Zuhri, elogió especialmente su conocimiento de maghazi (historias de las expediciones militares de Mahoma). Sobre los treinta años, se trasladó a estudiar a Alejandría. A su regreso a Medina, según algunos informes, se le ordenó abandonar la ciudad por atribuir un hadiz a una mujer que no había conocido (Fatima bin al-Mundhir, esposa de Hisham ibn 'Urwa). Muchos lo defendieron, como Sufyan ibn Uyainah, declarando que sí la había conocido. Ibn Ishaq también disputó con el joven Málik ibn Anas, el famoso fundador de la escuela malikí de jurisprudencia. Dejó Medina, o fue obligado a ello, y viajó hacia el este, antes de dar vuelta y finalmente instalarse en Bagdad, la nueva capital recién fundada por la dinastía abasí que acababa de derrocar a la omeya. Se convirtió en tutor y empleado del califa Al-Mansur, quien le encargó que escribiera un libro de historia que abarcara desde Adán hasta su época, conocido como al-Mubtada wa al-Ba'th wa al-Maghazi (En el principio, la misión [de Mahoma] y las expediciones), que fue guardado en la biblioteca de la corte de Bagdad. Parte de este trabajo contiene la Sira o biografía del profeta, el resto se perdió y solo sobreviven algunos fragmentos.